# Sonora i Sinaloa
L'estat de Sonora i Sinaloa (també anomenat segons la seva constitució promulgada el 1825, com a Estat d'Occident) va ser un dels estats fundadors de la Unió dels Estats Units Mexicans el 1824. L'estat s'estenia sobre els territoris actuals dels estats de Sinaloa (al sud) i Sonora (al nord), encara que aquest últim incloïa territoris que avui dia formen part de l'estat nord-americà d'Arizona, fins al riu Gila o el riu Colorado. L'estat es dividia en cinc departaments: Arizpe, Horcasitas, El fuerte, Culiacán i San Sebastían.
Atesos els conflictes interns constants, el 14 d'octubre, 1830, el Congrés de la Unió mexicà va emetre una llei federal que va dividir oficialment l'Estat d'Occident en dos, que després de l'elaboració de llurs respectives constitucions i la conformació de llurs poders de govern, el 1831 s'integrarien a la federació mexicana amb el rang d'estats: els actuals estats de Sonora i Sinaloa.